# Marcel Amont
Marcel Amont, geboren als Marcel Jean-Pierre Balthazar Miramon (Bordeaux, 1 april 1929 – Saint-Cloud, 8 maart 2023), was een Franse zanger van populaire muziek in de jaren vijftig, zestig en zeventig.
Hij had een grote artistieke carrière en was een van de meest populaire in Frankrijk, en de meest productieve van de Franse taal. Hij heeft 300 miljoen albums verkocht, 30 albums opgenomen, 79 singles, 126 ep's, 11 compilaties en ongeveer 1.000 nummers in verschillende talen, waaronder ook in het Duits en in het Nederlands. Zo werd Bleu, blanc, blond in het Nederlands Trouw, trouw, trouw in de vertaling van Nelly Bijl. 
Hij had internationale hits met Bleu, blanc, blond, L'amour ça fait passer le temps, Ballade pour l'anglais, Le plus beau tango du monde en Cathy, fais-moi Danser. Zijn beroemde lied Le Mexicain bereikte nummer 1 op de hitlijsten in Frankrijk.
Amont was 93 jaar toen hij overleed.
- Biblioteca Nacional de España: XX4996031
- Bibliothèque nationale de France: cb12454699p (data)
- Gemeinsame Normdatei: 1282883763
- International Standard Name Identifier: 0000 0000 7833 5741
- Library of Congress Control Number: n95033516
- MusicBrainz: 2a86d7eb-daea-4e79-87c5-413948089dc3
- Nationale Bibliotheek van Tsjechië: ola2009522973
- Nederlandse Thesaurus van Auteursnamen: 095748547
- Réseau des bibliothèques de Suisse occidentale: 02-A005659219
- Système universitaire de documentation: 033707170
- Virtual International Authority File: 29161573418004520262